# 9K34
9K34 ストレラ-3は、ソビエト連邦が開発した携帯式地対空ミサイルシステム（MANPADS）。従来使用されてきた9K32 ストレラ-2（NATOコードネーム：SA-7 グレイル）の改良・後継型として、1978年に完成した。NATOコードネームは「グレムリン」、DoD番号はSA-14。

## 概要
9K34 ストレラ-3の前作である9K32 ストレラ-2（NATOコードネーム：SA-7 グレイル）は、1967年には量産・実戦配備が開始されたものの、ミサイル先端部に装備されている赤外線シーカーの性能に欠点があり、「目標の後方からしか発射できない」「太陽や熱せられた岩肌を目標と誤認して追尾する」「低空、あるいは高速飛行するヘリコプターや航空機に対する命中率が極端に悪い」といった問題が発生するようになり、お世辞にも信頼に足る兵器とは言い難かった（もっとも、同時代の赤外線誘導ミサイルはどれも似たような問題を抱えていた）。
そこで、そういった問題を改善しようと、1970年からコロムナ機械製作設計局で開発が開始されたのが9K34 ストレラ-3である。

## 変更点
開発時間の節約の関係で、弾体の空力設計は前作である9K32のそれを踏襲しているが、中身には大幅な変更が加えられた。
主な変更点として、弾頭部の赤外線シーカーを新型の物に取替えた事が挙げられる。使用する焦電素子は従来通りの硫化鉛（PbS）であるが、窒素ガスによる冷却メカニズムを導入して熱雑音の低減をはかり、追尾精度が向上した。これにより太陽や岩肌を目標として誤認する欠点は改善されたばかりか、限定的ながらオールアスペクト（全方向）発射も可能となった事で、後方からの追尾のみならず、目標に対してあらゆる方向からの攻撃が可能となった（ただし、正面攻撃時は目標速度360m/s以下、後方攻撃時は250m/s以下という使用制限は依然として残った）。
また、追加装備として9P51熱電池が加えられ、弾頭炸薬量も9K32の2倍とすることで目標破壊能力を向上、更に推進装置の改良によって最大射程も延長している。
これらの改良によって全体的な性能（特に命中率と破壊力）が飛躍的に向上し、1978年に9K34として制式採用されるに至ったが、改良の影響で重量が9K32よりかなり増大するという結果も同時に生んでいる。

## 運用状況
量産開始後からは、ソ連への配備の他、独立国家共同体や北朝鮮、アンゴラ、ベトナムなどといった国々に大量に輸出・使用され、一部はゲリラや反政府組織などにも裏ルートで供給されたと言われている。DHL貨物便撃墜事件においても使用された。
なお、ソ連から装備を引き継いだロシア連邦軍では現在、9K34 ストレラ-3の改良型の9K38 イグラや9K310 イグラ-1（NATOコードネーム：SA-16 ギムレット、SA-18 グロウズ）といった新型機種への更新が進んでおり、徐々に第一線から退役しているようである。

## 運用国
- ロシア - 9K38、9K310により更新
- アルジェリア
- アンゴラ
- アルメニア
- アゼルバイジャン - 2024年時点で、アゼルバイジャン陸軍が9K34を保有[1]。
- ブルガリア - 2023年時点で、ブルガリア陸軍が9K34を保有[2]。
- キューバ
- キプロス
- チェコ
- エジプト
- エチオピア
- ジョージア - 2024年時点で、ジョージア陸軍が9K34を保有[3]。
- 東ドイツ
- ガーナ
- ハンガリー
- インドネシア
- インド
- ラオス
- レバノン
- リビア
- 北朝鮮
- パキスタン
- ペルー
- ポーランド
- シエラレオネ
- ユーゴスラビア/ セルビア - 600基
- スロバキア
- スーダン
- シリア
- トルクメニスタン - 2024年時点で、トルクメニスタン陸軍が9K34を保有[4]。
- ウクライナ
- ベトナム